# Alteracja (muzyka)
Alteracja (z łac. alteratio – zmiana) – chromatyczne podwyższenie bądź obniżenie jednego lub więcej dźwięków składowych skali diatonicznej, należącego do linii melodycznej bądź akordu, którego celem jest zazwyczaj stworzenie sztucznego dźwięku prowadzącego, a tym samym modulację do nowej tonacji. 